# Tabello
A Tabello egy magyar fejlesztésű, ingyenes online nyelvoktató szoftver (freemium), amely teszteli a kiejtést, és anyanyelvi szintű segítséget nyújt a tanuláshoz. A Tabello rendszert több hátrányos helyzetű gyermekeket tanító iskolában is nagy sikerrel használják, például a hejőkeresztúri „csodaiskolában” is. Jelenleg magyar, angol, vietnami, francia, német, orosz, spanyol nyelveken érhető el.

## A név eredete
A TABELLO szóvédjegy mint európai uniós védjegy (bejelentési szám:	009196312) 2010. június 23-a óta áll oltalom alatt. Jogosultja Kürti János budapesti lakos.

## Jellemzői
A Tabello hanggal, képpel, videókkal, az írás és a kiejtés ellenőrzésével, intonáció elemzéssel, szintfelmérőkkel és vizsgafeladatokkal, a pillanatnyi tudásszinthez alkalmazkodva tanít. Speciális lehetőséget kínál a diszlexiások nyelvtanulásához.
A Tabello nyelvtanárokkal is együttműködik. A Tabello a hátrányos helyzetű gyermekek nyelvoktatását segítendő jött létre 2009-ben. A Tabello intelligensen alkalmazkodik a tudásszinthez, és annak megfelelő nehézségű feladatokat ad. Haladó, felsőszintű nyelvoktatásra is alkalmas. A módszer gyakorlat-orientált, koncentrációt igénylő. A Tabello a teljesítményről százalékos értékelést ad a résztvevőnek. A Tabello elve a tanulás-gyakorlás-teszt metódus, ahol először memorizálni kell a látottakat, hallottakat, aztán begyakorolni, végül visszaadni az ismereteket.  A Tabello egy jelenleg is folyamatos fejlesztés alatt álló szoftver, melynek célja mindenki számára elérhetővé tenni a minőségi nyelvtanulást, abban az esetben is, ha a résztvevőnek egyébként nem lenne ideje, lehetősége egy hagyományos nyelvtanfolyamon részt venni. A Tabello speciális svájci bicska szókészleteket kínál idegen országokba utazóknak ingyenesen, akik nem beszélik a helyi nyelvet.

## Kabalaállata
A Tabello kabalaállata egy Leon nevű kaméleon.